# Mike Cestor
Mike Botuli Cestor (Bagneux, 30 aprile 1992) è un calciatore francese naturalizzato congolese (Repubblica Democratica del Congo), difensore svincolato.

## Palmarès

### Club

#### Competizioni nazionali
- Campionato rumeno: 2

CFR Cluj: 2019-2020, 2020-2021
- Supercoppa di Romania: 1

CFR Cluj: 2020